# 권복 (조선 전기)
권복(權復, ? ~ 1435년)은 조선 전기의 무신이다. 본관은 안동, 자는 자초(子初)이다.
1417년 무과에 합격하였고, 병조참의, 이조참의 등을 지냈다. 1434년 강계 절제사에 임명되었으나, 1435년 변방 순찰을 위해 만포구자(滿浦口子)로 향하던 중, 낭떠러지에서 떨어진 돌에 맞아 사망하였다.

## 자녀
권온(權溫), 권량(權良), 권공(權恭), 권검(權儉), 권양(權讓), 권외(權畏), 권신(權愼)의 일곱 아들이 있었다. 이 중 권공은 태종의 사위로 숙근옹주의 남편이다.

## 참고 문헌
- 《세종실록》 68권, 세종 17년(1435) 6월 5일, 권복의 졸기